# Oenobotys vinotinctalis
Oenobotys vinotinctalis là một loài bướm đêm trong họ Crambidae.